# William Fotheringham
William Fotheringham (Londra, 27 maggio 1965) è un giornalista britannico.

## Biografia
Tra i più noti giornalisti sportivi britannici, è specializzato in particolare nel ciclismo e nel rugby, e scrive per The Guardian.
Fotheringham è stato redattore di Cycling Weekly, di Cycle Sport e co-fondatore della rivista Procycling Magazine. 
Laureato all'Università di Cambridge con una laurea in francese, russo e italiano, Fotheringham ha vinto il premio IPC Media Specialist Writer of the Year nel 1993 e nel 1998. La sua biografia del 2012 su Eddy Merckx, intitolata Half-Man, Half-Bike, è stato il primo libro sul ciclismo a diventare un bestseller nel Regno Unito; è il fratello del collega giornalista di ciclismo Alasdair Fotheringham.  
Tra i suoi libri più noti vi sono Domenica all'inferno; un resoconto di come il regista Jorgen Leth ha realizzato l'omonimo film sulla Parigi-Roubaix del 1976.

## Opere
- Ciclismo: come allenarsi per vincere , 1992 - Feltrinelli - 1996
- Alla ricerca di Tom Simpson- Edizione italiana a cura di Pier Bergonzi - 2002
- Un secolo di ciclismo: le classiche e i campioni leggendari - Cernusco sul Naviglio - SEP - 2000
- Roule Britannia: Una storia dei britannici nel Tour de France  - Cernusco sul Naviglio - SEP -2001
- I passatempi sportivi di Fotheringham- Robson Libri - 2006
- Fallen Angel: La passione di Fausto Coppi - Johnathan Cape -2009
- Merckx: Half Men Half Bike, Maglia Gialla Press - 2012
- Bradley Wiggins – Tempo record, Maglia Gialla Press 2012
- Bernard Hinault: Ascesa e caduta del ciclismo francese Maglia gialla Press. 2016. Codice ISBN 978-0224092050.
- Domenica all'inferno: dietro l'obiettivo del più grande film sul ciclismo di sempre. Maglia gialla Press. 2018.